# Pollock (film)
Pollock – amerykański dramat biograficzny z 2000 roku w reżyserii Eda Harrisa, zrealizowany na podstawie książki Jackson Pollock: An American Saga Stevena Naifeha i Gregory’ego White’a Smitha, opisującej życie malarza-abstrakcjonisty Jacksona Pollocka. Zdjęcia kręcono w Nowym Jorku.

## Obsada
- Ed Harris – Jackson Pollock
- Marcia Gay Harden – Lee Krasner
- Tom Bower – Dan Miller
- Jennifer Connelly – Ruth Kligman
- Bud Cort – Howard Putzel
- John Heard – Tony Smith
- Val Kilmer – Willem DeKooning
- Robert Knott – Sande Pollock
- David Leary – Charles Pollock
- Amy Madigan – Peggy Guggenheim

## Nagrody i nominacje
Oscary 2000
- Najlepsza aktorka drugoplanowa – Marcia Gay Harden
- Najlepszy aktor – Ed Harris (nominacja)

Nagroda Satelita 2000
- Najlepszy aktor dramatyczny – Ed Harris (nominacja)

Camerimage
- Złota Żaba za najlepsze zdjęcia – Lisa Rinzler